# Bor (district de Tachov)
Pour les articles homonymes, voir Bor.
Bor (en allemand : Haid) est une ville du district de Tachov, dans la région de Plzeň, en République tchèque. Sa population s'élevait à 5 132 habitants en 2024.

## Géographie
Bor se trouve à 14 km au sud-est de Tachov, à 44 km à l'ouest de Plzeň et à 126 km au sud-est de Prague.
La commune est limitée par Kočov et Planá au nord, par Černošín, Ošelín, Benešovice et Kladruby à l'est, par Staré Sedlo et Stráž au sud, et par Přimda, Staré Sedliště et Tisová à l'ouest.

## Histoire
La première mention écrite du village date de 1263.

## Galerie

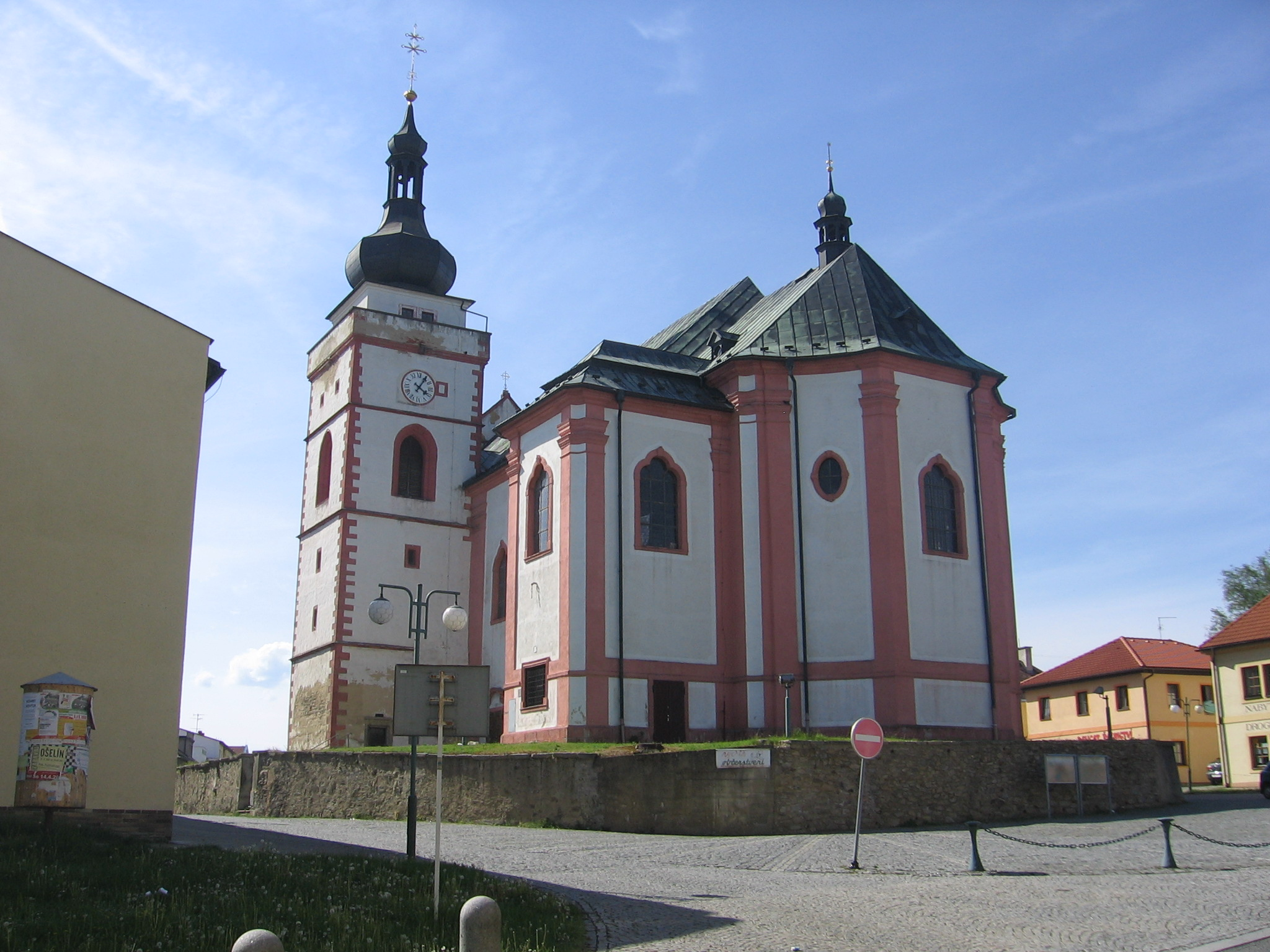
Église Saint-Nicolas.
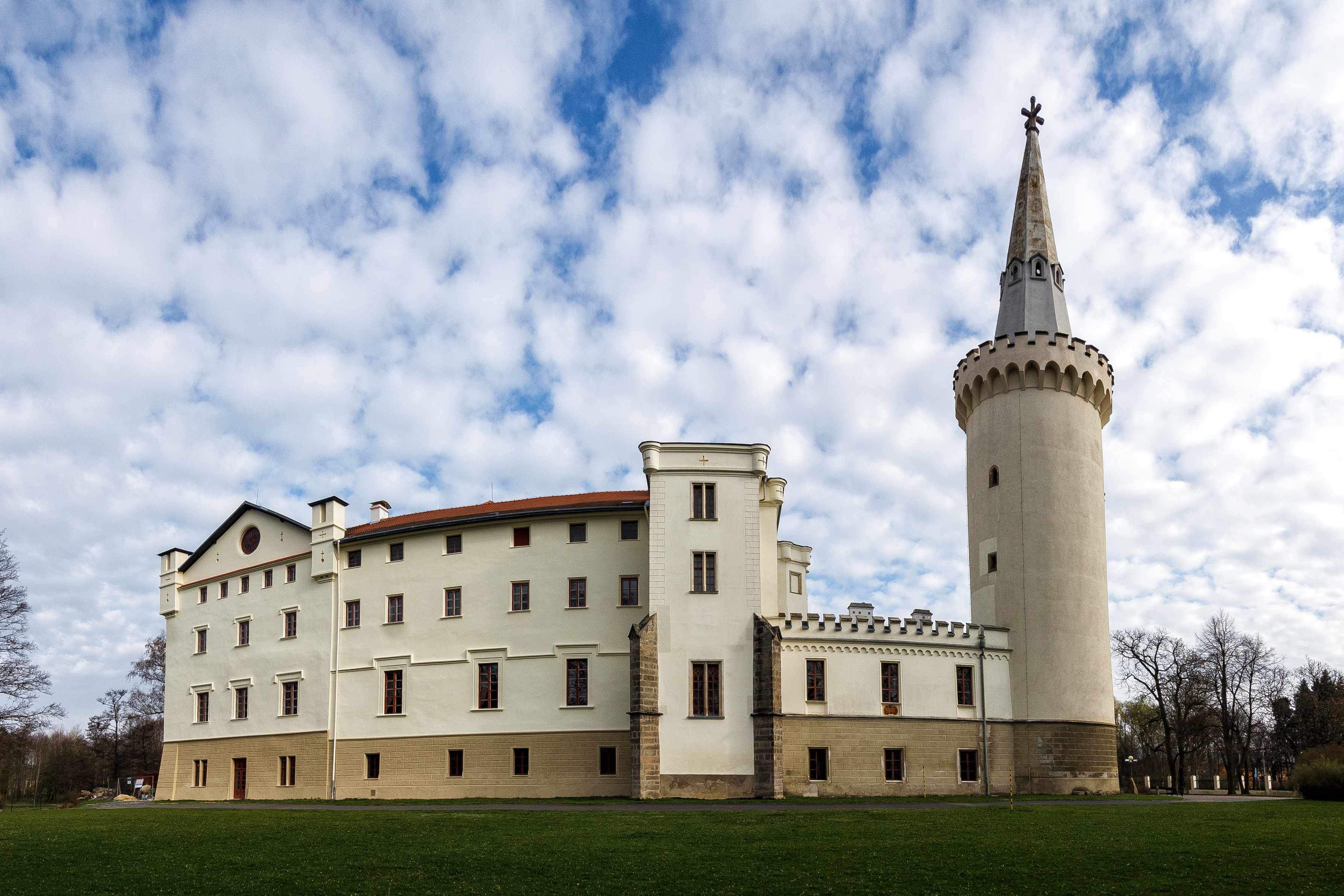
Château de Bor.

## Transports
Par la route, Bor se trouve à 17 km de Tachov, à 49 km de Plzeň et à 145 km de Prague.
Bor se trouve à 4 km d'un accès ( 128 Bor) de l'autoroute D5, qui relie Prague à la frontière allemande par Plzeň.

## Personnalités
- Marie Motlová (1918-1985), actrice
- Stanislav Holý